# Гэй, Питер
Питер Гэй (англ. Peter Gay; 20 июня 1923, Берлин — 12 мая 2015, Нью-Йорк) — американский историк европейской культуры и общественной мысли.

## Биография
Из еврейской семьи, собственное имя — Петер Йоахим Фрёлих. В 1939 году вместе с семейством покинул нацистскую Германию, перебрался на Кубу, в 1941 году прибыл в США. В 1946 году получил американское гражданство, взял англизированный вариант своей немецкой фамилии. Закончил Денверский университет (1946), а затем Колумбийский университет (1951). Преподавал политологию (1948—1955) и историю (1955—1969) в Колумбийском университете. С 1969 года — профессор интеллектуальной истории Европы в Йельском университете. Вышел в отставку в 1993 году.
Умер 12 мая 2015 года Нью-Йорке в возрасте 91 года.

## Научные интересы
Основные труды посвящены философии Просвещения, культуре Веймарской республики, идеям модернизма. Известность получили его монографии о Вольтере, Моцарте, Фрейде, Шницлере.

## Избранные труды
- Voltaire’s Politics: The Poet as Realist (1959)
- Weimar Culture: The Outsider as Insider (1968)
- The Enlightenment: An Interpretation (1969)
- Modern Europe (1973, в соавторстве)
- The Bourgeois Experience: Victoria to Freud (5 тт., 1984—1998)
- Freud: A Life for Our Time (1988)
  - Гай, Питер Фрейд. — Москва : КоЛибри, 2016. — 958, [1] с., [8] л. ил. — ISBN 978-5-389-08596-1
- The Cultivation of Hatred (1993)
- My German Question: Growing Up in Nazi Berlin (1998, автобиография)
- Mozart (1999)
- Schnitzler’s Century (2002)
- Modernism: The Lure of Heresy (2007)
  - Гэй, Питер Модернизм. Соблазн ереси от Бодлера до Беккета и далее. — Москва : Ад Маргинем Пресс, 2019. — 475 с. : ил., портр. — ISBN 978-5-91103-454-2

## Признание
Национальная книжная премия (1966), Премия Хейнекена (1990), Золотая медаль Американской академии искусств и литературы (1992), ряд других научных наград и отличий. Премия Ганса и Софи Шолль (1999).